# Dan Mishkin
Dan Mishkin (nacido el 3 de marzo de 1953) es un escritor estadounidense de cómics, cocreador de los personajes Amatista y Blue Devil para la editorial DC Comics. Ambos personajes tuvieron sus propias series que incorporaban elementos fantásticos, con un enfoque irónico y que, a menudo, invitaba a la reflexión. Entre otros trabajos, escribió la serie Wonder Woman entre 1982 y 1985. Más recientemente, trabajó junto al dibujante Tom Mandrake en la serie Creeps (previo a su cancelación temprana) y en el libro para niños The Forest King: Woodlark's Shadow.
- Datos: Q5214036
- Multimedia: Dan Mishkin / Q5214036